# 年上の女
『年上の女』（としうえのひと）は、1968年11月5日に発売された森進一の11枚目のシングル。

## 解説
- 累計売上は約80万枚[1]を記録した。
- 1970年にフジテレビ系列で放送されたバラエティ番組『祭りだ!ワッショイ!』のワンコーナー「おたのしみアニメ劇場（歌謡アニメ劇場）」において、森進一の歌う「年上の女」が使用された[2]。
- 2014年の第65回NHK紅白歌合戦にて、発売46年目にして紅白初歌唱となった。その際、この曲の歌詞にある「だめよ だめ だめ」を元ネタにした流行語「ダメよ～ダメダメ」で一世を風靡した日本エレキテル連合が歌唱前に応援ゲストとして登場した[3]。また、同年12月24日にはiTunes Store[4]及びレコチョク[5]にてオリジナル・カップリングでのシングルが配信された。
- 島田一の介のギャグ「ダメよダメよ、ダメなのよ〜」は、この曲の歌詞がヒントとなっている。このギャグを始めたのは、前述の日本エレキテル連合よりも先である[6]。

## 収録曲
- 両楽曲共に、補作詞：水沢たけし

1. 年上の女（4分18秒）
作詞：中山貴美／作曲：彩木雅夫／編曲：森岡賢一郎
2. ネオンごころ（3分23秒）
作詞：村上千秋／作曲：城美好／編曲：春見伸夫